# Malaysia International 2007
Die Malaysia International 2007 im Badminton fanden vom 13. bis zum 18. November 2007 statt.

## Die Sieger und Platzierten
| Disziplin    | Gold                         | Silber                             | Bronze                                 |
| ------------ | ---------------------------- | ---------------------------------- | -------------------------------------- |
| Herreneinzel | Sairul Amar Ayob             | Tan Chun Seang                     | Allan Tai                              |
| Herreneinzel | Sairul Amar Ayob             | Tan Chun Seang                     | Chong Wei Feng                         |
| Dameneinzel  | Porntip Buranaprasertsuk     | Julia Wong Pei Xian                | Trupti Murgunde                        |
| Dameneinzel  | Porntip Buranaprasertsuk     | Julia Wong Pei Xian                | Norshahliza Baharum                    |
| Herrendoppel | Chang Hun Pin Chan Peng Soon | Khoo Chung Chiat Razif Abdul Latif | Hong Chieng Hun Chew Choon Eng         |
| Herrendoppel | Chang Hun Pin Chan Peng Soon | Khoo Chung Chiat Razif Abdul Latif | Gan Teik Chai Lin Woon Fui             |
| Damendoppel  | Haw Chiou Hwee Lim Pek Siah  | Ng Hui Lin Goh Liu Ying            | Yang Chia-chen Tsai Pei-ling           |
| Damendoppel  | Haw Chiou Hwee Lim Pek Siah  | Ng Hui Lin Goh Liu Ying            | Amelia Alicia Anscelly Chong Sook Chin |
| Mixed        | Lim Khim Wah Ng Hui Lin      | Tan Wee Kiong Woon Khe Wei         | Chang Hun Pin Amelia Alicia Anscelly   |
| Mixed        | Lim Khim Wah Ng Hui Lin      | Tan Wee Kiong Woon Khe Wei         | Razif Abdul Latif Chong Sook Chin      |